# I. Amenirdisz
I. Amenirdisz (Hanoferumut) ókori egyiptomi papnő, Ámon isteni felesége a XXV. dinasztia idején. Kasta fáraó és Pebatjma királyné lánya, Sabaka és valószínűleg az őt megelőző Piye fáraó testvére. Kasta örökbefogadtatta az előző főpapnővel, I. Sepenupettel, akit Amenirdisz aztán követett a főpapnői pozícióban. Ez azt mutatja, hogy Kasta hatalma már kiterjedt Felső-Egyiptomra utóda, Piye trónra lépte előtt is. Amenirdisz Sabaka és Sabataka uralkodása alatt volt hatalmon. Örökbe fogadta utódjául Piye lányát, II. Sepenupetet. Medinet Habuban temették el.
Ábrázolják a karnaki Ozirisz-Hekadzset ('Ozirisz az örökkévalóság fejedelme') templomban, illetve egy feliraton a Vádi Gaszuszban I. Sepenupettel. Említik még két áldozóasztalon, öt szobron, egy sztélén és számos szkarabeuszon és más kis tárgyon.
Fő háznagya Harwa volt, akinek sírja a TT37.
Az Amenirdisz név jelentése:  „Ámon adta őt”.